# Tratamiento de aguas residuales

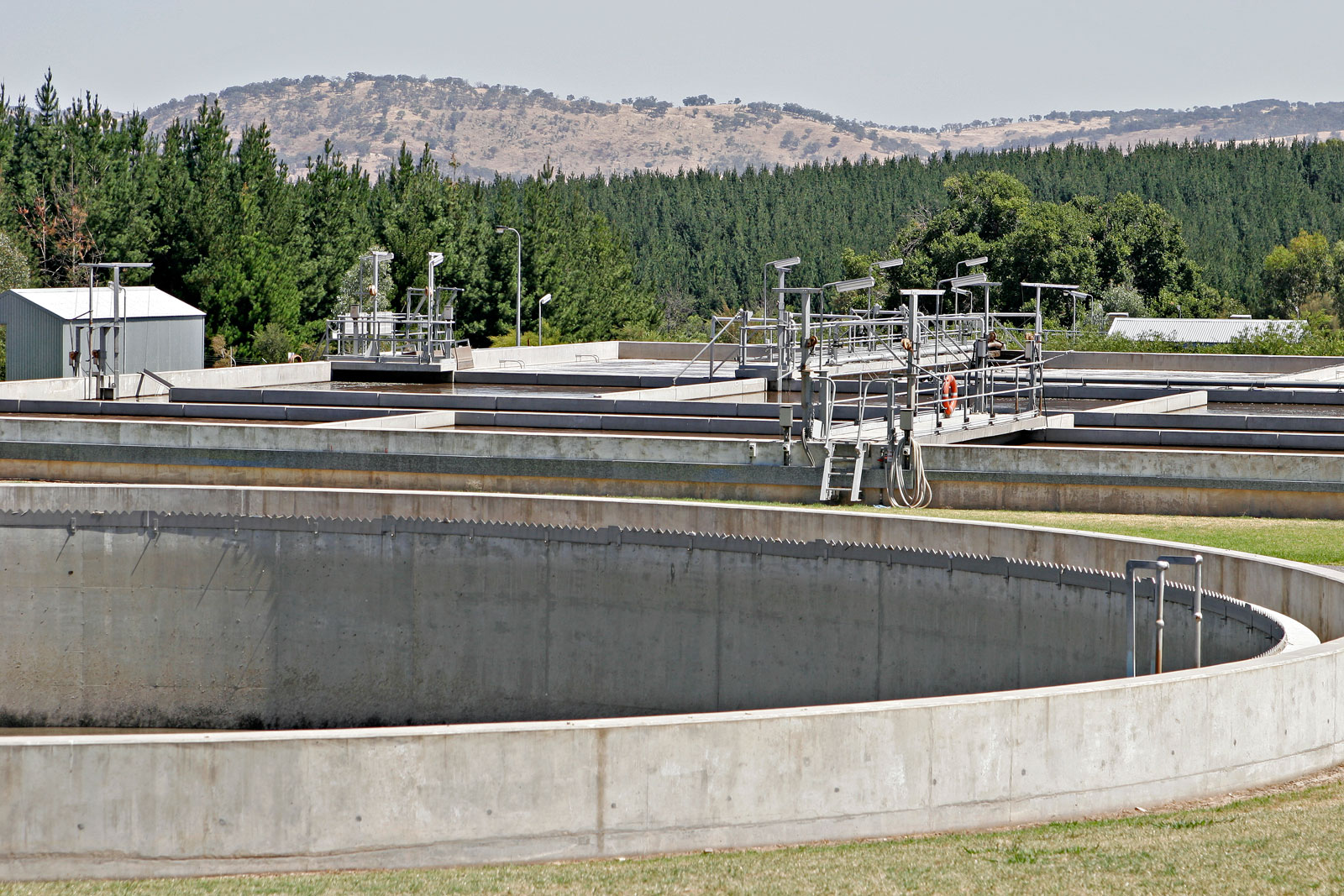
Planta de tratamiento de aguas residuales.

El tratamiento de aguas residuales o depuración de aguas residuales consiste en una serie de procesos físicos, químicos y biológicos que tienen como fin eliminar los contaminantes presentes en el agua, efluente del uso humano o de otros usos.
La solución más extendida para el control de la contaminación por aguas residuales, es tratarlas en plantas donde se hace la mayor parte del proceso de separación de los contaminantes, dejando así una pequeña parte que completará la naturaleza en el cuerpo receptor. Para ello, el nivel de tratamiento requerido está en función de la capacidad de autopurificación natural del cuerpo receptor. A la vez, la capacidad de auto purificación natural es función, principalmente, del caudal del cuerpo receptor, de su contenido en oxígeno, y de su capacidad para reoxigenarse. Por lo tanto, el objetivo del tratamiento de las aguas residuales, es producir un efluente reutilizable en el ambiente y un residuo sólido o fango (también llamado biosólido o lodo) convenientes para su disposición o reutilización. 
Las aguas residuales se generan en residencias, instituciones y locales comerciales, industriales o agrícolas. Estas pueden tratarse en el sitio donde se generan (por ejemplo, fosas sépticas u otros medios de depuración) o bien pueden ser recogidas y llevadas mediante una red de tuberías –y eventualmente bombas– a una planta de tratamiento municipal. Los esfuerzos para recoger y tratar las aguas residuales domésticas de la descarga habitualmente están sujetos a regulaciones y normas locales, estatales y federales (regulaciones y controles). A menudo ciertos contaminantes de origen industrial presentes en las aguas residuales requieren procesos de tratamiento especializado.
El tratamiento de aguas residuales comienza por la separación física de sólidos grandes (basura) de la corriente de las mismas, empleando un sistema de rejillas (mallas), aunque, también, dichos desechos, pueden ser triturados por equipos especiales; posteriormente se aplica un desarenado (separación de sólidos pequeños muy densos como la arena) seguido de una sedimentación primaria (o tratamiento similar) que separe los sólidos suspendidos existentes en el agua residual. Para eliminar metales disueltos se utilizan reacciones de precipitación, que se utilizan para eliminar plomo y fósforo, principalmente, además de procedimientos experimentales. A continuación, sigue la conversión progresiva de la materia biológica disuelta en una masa biológica sólida usando bacterias adecuadas, generalmente presentes en estas aguas. Una vez que se separa la masa biológica (proceso llamado sedimentación secundaria), el agua tratada puede experimentar procesos adicionales (tratamiento terciario) como desinfección, filtración, etc. El efluente final puede ser descargado o reintroducido de nuevo en una masa de agua natural (corriente, río o bahía) u otro ambiente (terreno superficial, subsuelo, etc).

El agua y el saneamiento son uno de los principales motores de la salud pública. Suelo referirme a ellos como «Salud 101», lo que significa que en cuanto se pueda garantizar el acceso al agua salubre y a instalaciones sanitarias adecuadas para todos, independientemente de la diferencia de sus condiciones de vida, se habrá ganado una importante batalla contra todo tipo de enfermedades. 
 Dr LEE Jong-wook, Director General, Organización Mundial de la Salud.

La nueva Directiva Europea 2024/3019, del Parlamento Europeo y del Consejo, establece un marco más estricto para el tratamiento de aguas residuales urbanas con el proósito de mejorar la calidad del agua, preservar recursos hídricos, proteger el medio ambiente y avanzar hacia la neutralidad climática.
La tendencia actual, es que las pluviales sean redes separadas de las de saneamiento, en vez de unitarias, para evitar que se desborden y para aprovechar el agua de las mismas.

## Descripción

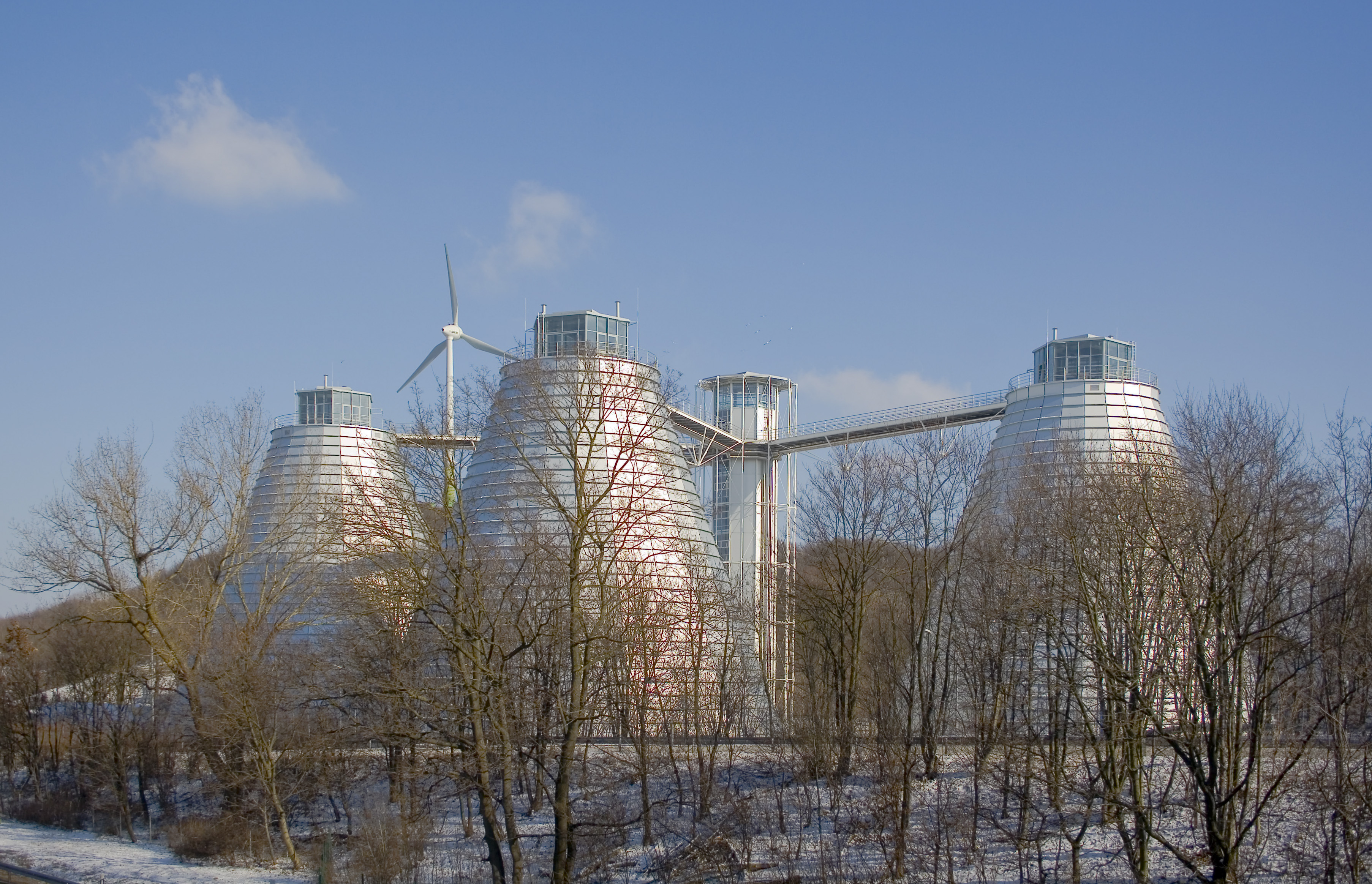
Central para el tratamiento de aguas residuales de la ciudad de Múnich, Alemania.

El proceso de tratamiento suele tener tres etapas, o más:
- Tratamiento primario (separación y asentamiento de sólidos).
- Tratamiento secundario (tratamiento biológico de la materia orgánica en suspensión para degradarla biológicamente y reducir los niveles de DQO, DBO y oxígeno consumido que posea)
- Tratamiento terciario (pasos adicionales como micro filtración o desinfección).

Las aguas residuales provienen de baños, regaderas o duchas, cocinas, etc; que se evacúan a las alcantarillas o cloacas. En muchas zonas, las aguas residuales también incluyen algunas aguas sucias provenientes de industrias y comercios. La división del agua domiciliaria drenada en aguas grises y aguas negras es más común en el mundo desarrollado, el agua negra es la que procede de inodoros, orinales, cocina y el agua gris, procedente de piletas y bañeras, puede ser usada en riego de plantas y reciclada en el uso de inodoros, donde se transforma en agua negra. Las aguas negras son muy turbias y contienen muchos sólidos. Constituyen una de las causas más graves de contaminación de las aguas, por su contenido de materia orgánica, microorganismos patógenos, detergentes, etc. La evacuación de estos desagües en los cursos de agua sin tratamiento previo, puede originar graves perjuicios, es especial la descomposición de la materia orgánica por acción bacteriana produce la disminución del oxígeno disuelto, pudiendo llegar inclusive a la anulación. Muchas aguas residuales también incluyen aguas superficiales procedentes de las lluvias. Estas se llaman aguas blancas. Los desagües pluviales no son suficientemente tenidos en cuenta al analizar las causas de contaminación de las aguas, no obstante que las mismas pueden ser peligrosas. Las aguas de lluvia arrastran los elementos contaminantes presentes en la atmósfera y especialmente sustancias minerales y residuos de origen animal y vegetal acumulados en los techos, azoteas, patios, veredas, calles, etc. Las aguas residuales municipales contienen descargas residenciales, comerciales e industriales, y pueden incluir el aporte de precipitaciones pluviales cuando se usa alcantarillado de uso mixto pluvial - residuales.
La práctica de construcción de sistemas de alcantarillado combinadas es actualmente menos común en los Estados Unidos y Canadá que en el pasado, y se acepta menos dentro de las regulaciones del Reino Unido y otros países europeos, así como en otros países como Argentina. Sin embargo, el agua sucia y el agua de lluvia se recolectan y transportan en sistemas de alcantarillas separativos, llamados alcantarillas sanitarias y alcantarillas de tormenta de los Estados Unidos, y “alcantarillas fétidas” y “alcantarillas de agua superficial” en Reino Unido, o alcantarillados separativos en otros países europeos.
El agua de lluvia puede arrastrar, desde los tejados o la superficie de la tierra, varios contaminantes incluyendo partículas del suelo, metales pesados, compuestos orgánicos, basura animal, aceites y grasa. Algunas jurisdicciones requieren que el agua de lluvia reciba algunos niveles de tratamiento antes de ser descargada al ambiente.
Ejemplos de procesos de tratamientos para el agua de lluvia incluyen depósitos de sedimentación, humedales y separadores de vórtice (para remover sólidos gruesos).
El sitio donde se realizan los procesos se llama Estación depuradora de aguas residuales. El diagrama de flujo de una planta de tratamiento de aguas residuales es generalmente el mismo en todos los países:

### Tratamiento físico
- Tamizado
- Retener partículas
- Remoción de gas
- Remoción de arena
- Precipitación con o sin ayuda de coagulantes o floculantes
- Separación y filtración de sólidos

El agregado de cloruro férrico ayuda a precipitar en gran parte a la remoción de fósforo y ayuda a precipitar biosólidos o lodo.

### Tratamiento biológico
- Lechos oxidantes o sistemas aeróbicos
- Precipitación
- Liberación al medio de efluentes, con o sin desinfección según las normas de cada jurisdicción
- La biodigestión anaeróbica y los humedales artificiales utilizan la materia orgánica biodegradable de las aguas residuales, como nutrientes de una población bacteriana, a la cual se le proporcionan condiciones controladas para controlar la presencia de contaminantes.

### Tratamiento químico
Este paso es usualmente combinado con procedimientos para remover sólidos como la filtración. La combinación de ambas técnicas es referida en los Estados Unidos como un tratamiento químico.

#### Eliminación del hierro del agua potable
Los métodos para eliminar el exceso de hierro incluyen generalmente transformación del agua clorada en una disolución generalmente básica utilizando cal apagada; oxidación del hierro mediante él y precipitación del hidróxido férrico de la solución básica. Mientras todo esto ocurre el ion OCl destruye los patógenos del exceso de hierro en el agua

#### Eliminación del oxígeno del agua de las centrales térmicas
Para transformar el agua en vapor en las centrales térmicas se utilizan calderas a altas temperaturas. Como el oxígeno es un agente oxidante, se necesita un agente reductor como hidrógeno para eliminarlo.

#### Eliminación de los fosfatos de las aguas residuales domésticas
El tratamiento de las aguas residuales domésticas incluye la eliminación de los fosfatos. Un método muy simple consiste en precipitar los fosfatos con cal apagada (hidróxido de calcio). Los fosfatos pueden estar presentes de muy diversas formas como el ion hidrógeno fosfato.

#### Eliminación de nitratos de las aguas residuales domésticas y procedentes de la industria
Se basa en dos procesos combinados de nitrificación y desnitrificación que conllevan una producción de fango en forma de biomasa fácilmente vertible..

## Etapas del tratamiento de aguas residuales

### Tratamiento primario
El tratamiento primario es para reducir aceites, grasas, arenas y sólidos gruesos. Este paso está enteramente hecho con maquinaria, de ahí que se conoce también como tratamiento mecánico.

#### Eliminación de sólidos, cribado o desbaste
La eliminación de los sólidos habitualmente se realiza mediante el cribado. Los sólidos que se retiran son de gran tamaño, por ejemplo, botellas, palos, bolsas, balones, llantas, etc. Con esto se evita tener problemas en la planta de tratamiento de aguas, ya que si no se retiran estos sólidos pueden llegar a tapar tuberías o dañar algún equipo, y entorpecer el funcionamiento de la planta de tratamiento.

#### Filtración con arena y gravas
Esta etapa (también conocida como escaneo o maceración) típicamente incluye un canal de arena donde la velocidad de las aguas residuales es cuidadosamente controlada para permitir que la arena y las piedras de ésta tomen partículas. Este equipo es llamado colector de arena. La arena y las piedras necesitan retirarse a tiempo en el proceso para prevenir daños en las bombas y otros equipos en las etapas restantes del tratamiento. Algunas veces hay baños de arena (clasificador de la arena) seguido por un transportador que transporta la arena a un contenedor para la deposición. El contenido del colector de arena podría ser alimentado en el incinerador en un procesamiento de planta de fangos, pero en muchos casos la arena es enviada a un terraplén.

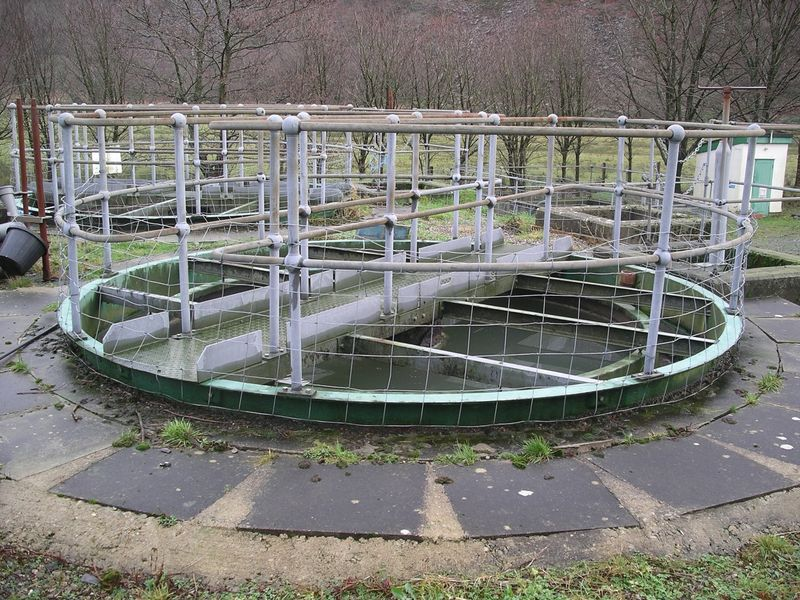
Tanque de sedimentación primaria en una planta rural.

#### Investigación y maceración
El líquido libre de abrasivos es pasado a través de pantallas rotatorias para eliminar material flotante y materia grande como trapos; y partículas pequeñas como chícharos y maíz. Los residuos son recolectados y podrán ser devueltos a la planta de tratamiento de fangos o podrán ser dispuestos al exterior hacia campos o incineración. En la maceración, los sólidos son cortados en partículas pequeñas a través del uso de cuchillos rotatorios montados en un cilindro que gira, es utilizado en plantas que pueden procesar esta basura en partículas. Los maceradores son, sin embargo, más caros de mantener y menos fiables que las pantallas físicas.

#### Sedimentación
Muchas plantas tienen una etapa de sedimentación donde el agua residual se pasa a través de grandes tanques circulares o rectangulares. Estos tanques son comúnmente llamados clarificadores primarios o tanques de sedimentación primarios. Los tanques son lo suficientemente grandes, tal que los sólidos fecales pueden depositarse y el material flotante como la grasa y plásticos pueden elevarse hacia la superficie y allí desnatarse. El propósito principal de la etapa primaria es producir un líquido homogéneo capaz de ser tratado biológicamente y unos fangos o lodos que pueden ser tratados separadamente.

### Tratamiento secundario
El tratamiento secundario está diseñado para degradar sustancialmente el contenido biológico del agua residual, el cual deriva los desechos orgánicos provenientes de residuos humanos, residuos de alimentos, jabones y detergentes. La mayoría de las plantas municipales utilizan procesos biológicos aeróbicos para este fin.

#### Fangos activados o lodos activados
Las plantas de fangos activos usan una variedad de mecanismos y procesos para usar oxígeno disuelto y promover el crecimiento de organismos biológicos que remueven sustancialmente materia orgánica. También puede atrapar partículas de material.

#### Camas filtrantes (camas de oxidación)

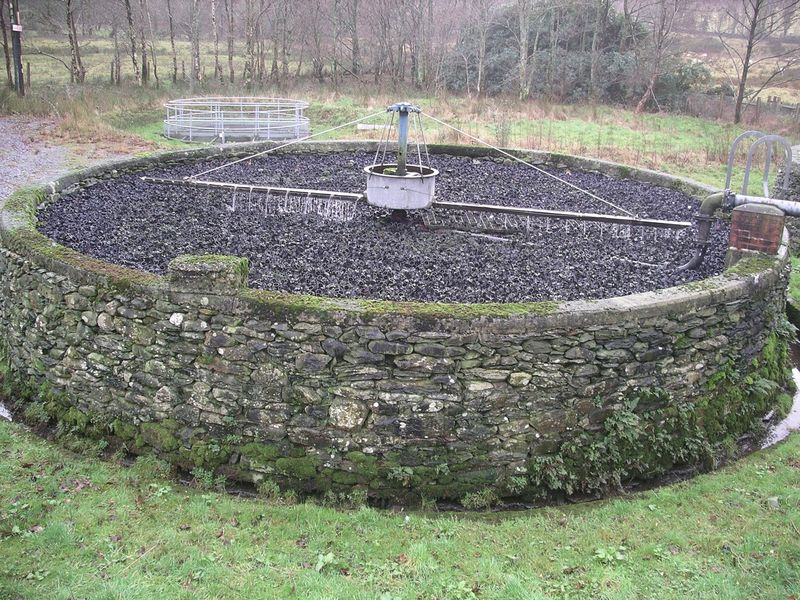
Filtro oxidante en una planta rural.

En plantas más viejas y plantas receptoras de cargas variables, se utilizan camas filtrantes de goteo, en las que las aguas residuales son rociadas en la superficie de una profunda cama compuesta de coque (carbón), piedra caliza o fabricada especialmente de medios plásticos. Tales medios deben tener altas superficies para soportar las biopelículas que se forman. La sustancia es distribuida mediante unos brazos perforados rotativos que irradian de un pivote central. Esta agua distribuida gotea en la cama y es recogida en drenes en la base. Estos drenes también proporcionan un recurso de aire que se infiltra hacia arriba de la cama, manteniendo un medio aerobio. Las películas biológicas de bacterias, protozoarios y hongos se forman en la superficie del medio y se comen o reducen los contenidos orgánicos. Esta biopelícula es alimentada a menudo por insectos y lombrices.

#### Placas rotativas y espirales
En algunas plantas pequeñas son usadas placas o espirales de revolución lenta que son parcialmente sumergidas en las aguas. Se crea un flóculo biótico que proporciona el sustrato requerido.

#### Reactor biológico de cama móvil
El reactor biológico de cama móvil (MBBR, por sus siglas en inglés) asume la adición de medios inertes en vasijas de fangos activos existentes para proveer sitios activos para que se reúna la biomasa. Esta conversión da como resultado un sistema de crecimiento. Las ventajas de los sistemas de crecimiento adjunto son:
- Mantener una alta densidad de población de biomasa
- Incrementar la eficiencia del sistema sin la necesidad de incrementar la concentración del licor mezclado de sólidos (MLSS)
- Eliminar el costo de operación de la línea de retorno de fangos activos (RAS).

#### Filtros aireados biológicos
Filtros aireados (o anóxicos) biológicos (BAF) combinan la filtración con reducción biológica de carbono, nitrificación o desnitrificación. BAF incluye usualmente un reactor lleno de medios de un filtro. Los medios están en la suspensión o apoyados por una capa en el pie del filtro. El propósito doble de este medio es soportar altamente la biomasa activa que se une a él y a los sólidos suspendidos del filtro. La oxidación del carbón y la conversión del amoníaco ocurre en medio aerobio y alguna vez alcanzado en un solo reactor mientras la conversión del nitrato ocurre en una manera aeróbica. BAF es también operado en flujo alto o flujo bajo dependiendo del diseño especificado por el fabricante.

#### Reactores biológicos de membrana
MBR es un sistema con una barrera de membrana semipermeable o en conjunto con un proceso de fangos. Esta tecnología garantiza la remoción de todos los contaminantes suspendidos y sólidos disueltos. La limitación de los sistemas MBR es directamente proporcional a la eficaz reducción de nutrientes del proceso de fangos activos. El coste de construcción y operación de MBR es usualmente más alto que el de un tratamiento de aguas residuales convencional de esta clase de filtros.

#### Sedimentación
El paso final de la etapa secundaria del tratamiento es retirar los flóculos biológicos del material de filtro, y producir agua tratada con bajos niveles de materia orgánica y materia suspendida. En una planta de tratamiento rural, se realiza en el tanque de sedimentación secundaria.

### Tratamiento terciario
El tratamiento terciario proporciona una etapa final para aumentar la calidad del efluente al estándar requerido antes de que éste sea descargado al ambiente receptor (mar, río, lago, campo, etc.) Más de un proceso terciario del tratamiento puede ser usado en una planta de tratamiento. Si la desinfección se practica siempre en el proceso final, es siempre llamada pulir el efluente.

#### Filtración
La filtración de arena retiene gran parte de los residuos de materia suspendida. El carbón activado sobrante de la filtración retiene las toxinas residuales.

#### Lagunaje

Esquema de una depuradora por lagunaje.

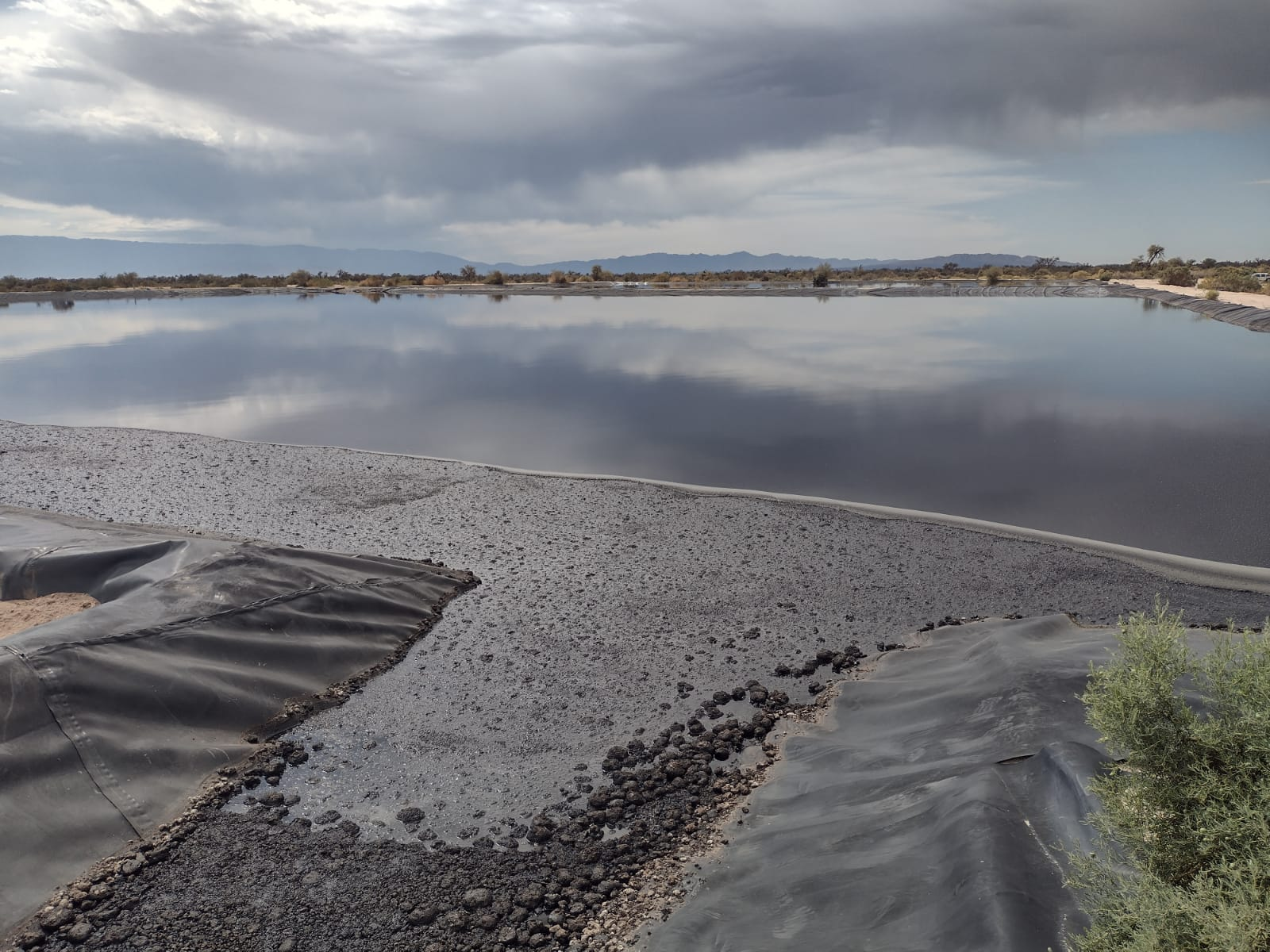

El tratamiento de lagunas proporciona sedimentación y mejora biológica adicional por almacenaje en charcos o lagunas artificiales. Se trata de una imitación de los procesos de autodepuración que un río o un lago somete las aguas residuales de forma natural. Estas lagunas son altamente aeróbicas y se da a menudo la colonización por macrófitos nativos, especialmente cañas. Los invertebrados de alimentación del filtro pequeño tales como Daphnia y especies de Rotifera ayudan eficazmente al tratamiento reteniendo partículas finas.
El sistema de lagunaje es barato y fácil de mantener pero presenta los inconvenientes de necesitar gran cantidad de espacio y de ser poco capaz para depurar las aguas de grandes núcleos.

#### Humedales artificiales
Los humedales artificiales incluyen camas de caña o una serie de métodos similares que proporcionan un alto grado de mejora biológica aerobia y pueden utilizarse a menudo en lugar del tratamiento secundario para las poblaciones pequeñas, también para la fitorremediación. Las macrofitas acuáticas como la Eichhornia crassipes son un claro ejemplo del montaje de sistemas de tratamiento de aguas residuales debido a su alta eficacia en la oxidación de la materia orgánica.
Un ejemplo es una pequeña cama de cañas (o camas de lámina) utilizada para limpiar el drenaje del lugar de los elefantes en el parque zoológico de Chester en Inglaterra.

#### Remoción de nutrientes
Las aguas residuales pueden contener también altos niveles de los nutrientes nitrógeno y fósforo. Eso en ciertas formas puede ser tóxico para peces e invertebrados en concentraciones muy bajas (por ejemplo amoníaco) o puede crear condiciones insanas en el ambiente de recepción (por ejemplo: mala hierba o crecimiento de algas). Las algas pueden producir toxinas, y su muerte y consumo por bacterias (decaimiento) pueden agotar el oxígeno en el agua y asfixiar peces y otra vida acuática. Cuando se recibe una descarga de los ríos a los lagos o a los mares bajos, los nutrientes agregados pueden causar pérdidas entrópicas severas perdiendo muchos peces sensibles a la contaminación en el agua. La retirada del nitrógeno o del fósforo de las aguas residuales se puede alcanzar mediante la precipitación química o biológica.
La remoción del nitrógeno se efectúa con la oxidación biológica del nitrógeno del amoníaco a nitrato (nitrificación que implica nitrificar bacterias tales como Nitrobacter y Nitrosomonus), y entonces mediante la reducción, el nitrato se convierte en nitrógeno gaseoso (desnitrificación), que se envía a la atmósfera. Estas conversiones requieren condiciones cuidadosamente controladas para permitir la formación adecuada de comunidades biológicas. Los filtros de arena, las lagunas y las camas de lámina se pueden utilizar para reducir el nitrógeno. Algunas veces, la conversión del amoniaco tóxico en nitrato solamente se hace como tratamiento terciario.
La oxidación anaeróbica se define como aquella en que la descomposición se ejecuta en ausencia de oxígeno disuelto y se usa el oxígeno de compuestos orgánicos, nitratos y nitritos, los sulfatos y el CO2, como aceptor de electrones. En el proceso conocido como desnitrificación, los nitratos y nitritos son usados por las bacterias facultativas, en condiciones anóxicas, condiciones intermedias, con formación de CO2, agua y nitrógeno gaseoso como productos finales.
La retirada del fósforo se puede efectuar biológicamente en un proceso llamado retiro biológico realzado del fósforo. En este proceso, bacterias específicas llamadas organismos acumuladores de polifosfato, se enriquecen y acumulan selectivamente grandes cantidades de fósforo dentro de sus células. Cuando la biomasa enriquecida en estas bacterias se separa del agua tratada, los biosólidos bacterianos tienen un alto valor de fertilizante. La retirada del fósforo se puede alcanzar también, generalmente por la precipitación química con las sales del hierro (por ejemplo: cloruro férrico) o del aluminio (por ejemplo: alumbre). El fango químico que resulta, sin embargo, es difícil de operar, y el uso de productos químicos en el proceso del tratamiento es costoso. Aunque esto hace la operación difícil y a menudo sucia, la eliminación química del fósforo requiere una huella significativamente más pequeña del equipo que la de retiro biológico y es más fácil de operar.

#### Desinfección
El propósito de la desinfección en el tratamiento de las aguas residuales es reducir sustancialmente el número de organismos vivos en el agua que se descargará nuevamente dentro del ambiente. La efectividad de la desinfección depende de la calidad del agua que es tratada (por ejemplo: turbiedad, pH, etc.), del tipo de desinfección que es utilizada, de la dosis de desinfectante (concentración y tiempo), y de otras variables ambientales. El agua turbia será tratada con menor éxito puesto que la materia sólida puede blindar organismos, especialmente de la luz ultravioleta o si los tiempos del contacto son bajos. Generalmente, tiempos de contacto cortos, dosis bajas y altos flujos influyen en contra de una desinfección eficaz. Los métodos comunes de desinfección incluyen el ozono, la clorina, o la luz UV. La Cloramina, que se utiliza para el agua potable, no se utiliza en el tratamiento de aguas residuales debido a su persistencia.
La desinfección con cloro sigue siendo la forma más común de desinfección de las aguas residuales en Norteamérica debido a su bajo historial de costo y del largo plazo de la eficacia. Una desventaja es que la desinfección con cloro del material orgánico residual puede generar compuestos orgánicamente clorados que pueden ser carcinógenos o dañinos al ambiente. La clorina o las "cloraminas" residuales pueden también ser capaces de tratar el material con cloro orgánico en el ambiente acuático natural. Además, porque la clorina residual es tóxica para especies acuáticas, el efluente tratado debe ser químicamente desclorinado, agregándole  complejidad y costo del tratamiento.
La luz ultravioleta (UV) se está convirtiendo en el medio más común de la desinfección en el Reino Unido debido a las preocupaciones por los impactos de la clorina en el tratamiento de aguas residuales y en la cloración orgánica en aguas receptoras. La radiación UV se utiliza para dañar la estructura genética de las bacterias, virus, y otros patógenos, haciéndolos incapaces de la reproducción. Las desventajas dominantes de la desinfección UV son la necesidad del mantenimiento y del reemplazo frecuentes de la lámpara y la necesidad de un efluente altamente tratado para asegurarse de que los microorganismos objetivo no están blindados de la radiación UV (es decir, cualquier sólido presente en el efluente tratado puede proteger microorganismos contra la luz UV).
El ozono (O3) se genera al pasar oxígeno (O2) por un potencial de alto voltaje, lo que añade un tercer átomo de oxígeno y forma O3. El ozono es muy inestable y reactivo y oxida la mayoría del material orgánico con que entra en contacto, de tal manera que destruye muchos microorganismos causantes de enfermedades. El ozono se considera más seguro que la clorina porque, mientras que la clorina tiene que ser almacenada en el sitio (altamente venenoso en caso de un lanzamiento accidental), el ozono es colocado según lo necesitado. La ozonización también produce menos subproductos que la desinfección con cloro. Una desventaja de la desinfección del ozono es el alto costo del equipo de generación del ozono, y que la cualificación de los operadores debe ser elevada.

## Tratamiento de los fangos
Los sólidos primarios gruesos y los biosólidos secundarios acumulados en un proceso del tratamiento de aguas residuales se debe tratar y disponer de una manera segura y eficaz. Este material a menudo se contamina inadvertidamente con los compuestos orgánicos e inorgánicos tóxicos (por ejemplo: metales pesados). El propósito de la digestión es reducir la cantidad de materia orgánica y el número de los microorganismos presentes en los sólidos que causan enfermedades. Las opciones más comunes del tratamiento incluyen la digestión anaerobia, la digestión aerobia, y el abonamiento.

### Digestión anaeróbica
La digestión anaeróbica es un proceso bacteriano que se realiza en ausencia del oxígeno. El proceso puede ser la digestión termofílica en la cual el fango se fermenta en tanques en una temperatura de 55 °C o mesofílica, en una temperatura alrededor de 36 °C. Sin embargo permitiendo tiempo de una retención más corta, así en los pequeños tanques, la digestión termofílica es más expansiva en términos de consumo de energía para calentar el fango.
La digestión anaerobia genera biogás con una parte elevada de metano que se puede utilizar para el tanque y los motores o las micro turbinas del funcionamiento para otros procesos en sitio. En plantas de tratamiento grandes, se puede generar más energía eléctrica de la que las máquinas requieren. La generación del metano es una ventaja dominante del proceso anaeróbico. Su desventaja dominante es el largo plazo requerido para el proceso (hasta 30 días) y el alto costo de capital.
Ventajas
- Con respecto a la tecnología, se puede decir que lo que influye es la soportabilidad, la cual en este tipo de tratamiento puede sostener altas cargas orgánicas aún operando a tiempos de residencia hidráulica muy cortos y el tiempo, ya que puede soportar altos periodos sin alimentación del proceso y también se puede llegar a obtener una alta concentración de biomasa contenida en los sistemas. Cabe destacar que la consolidación de esta tecnología, se basa en el diseño y la operación del mismo. Que a diferencia del sistema aerobio es necesario zonas aerobias, y estabilidad de la sedimentación.
- Otro aspecto es el volumen, ya que en efectos anaerobios, la producción de este tratamiento se puede llevar a cabo utilizando el 80 % menos de lodo en comparación con los sistemas aerobios y también llegar a producir gas. Este tipo de gas se le denomina como el gas metano, el cual tiene un aprovechamiento en la planta, ya que no requiere mucho consumo energético durante su operación y sirve para que se pueda utilizar como una fuente de energía alterna, usando la demanda de requerimientos nutricionales, los cuales son bajos y no la demanda de los desechos industriales que necesita el sistema aerobio.
- Y sobre la base de la infraestructura en comparación con los sistemas aerobios, no se requiere de grandes espacios, ya que el tratamiento anaerobio se puede usar una infraestructura relativamente pequeña para la alta tasa de los sistemas.

La planta de tratamiento de aguas residuales de Goldbar en Edmonton, Alberta, Canadá utiliza actualmente el proceso. Bajo condiciones del laboratorio es posible generar directamente cantidades útiles de electricidad del fango orgánico usando bacterias electroquímicas activas naturales. Potencialmente, esta técnica podría conducir a una forma ecológica de generación de energía, pero para ser eficaz, una célula de combustible microbiana debe maximizar el área de contacto entre el efluente y la superficie bacteria-revestida del ánodo, lo que podría disminuir seriamente el rendimiento del proceso.

### Digestión aeróbica
La digestión aeróbica es un proceso bacteriano que ocurre en presencia del oxígeno. Bajo condiciones aeróbicas, las bacterias consumen rápidamente la materia orgánica y la convierten en dióxido de carbono. Una vez que haya una carencia de la materia orgánica, las bacterias mueren y son utilizadas como alimento por otras bacterias. Esta etapa del proceso se conoce como respiración endógena. La reducción de los sólidos ocurre en esta fase. Porque ocurre la digestión aeróbica mucho más rápidamente, los costos de capital de digestión aerobia son más bajos. Sin embargo, los gastos de explotación son característicos por ser mucho mayores para la digestión aeróbica debido a los costes energéticos para la aireación necesaria para agregar el oxígeno al proceso.

### Composta o abonamiento
El abonamiento o composta es también un proceso aeróbico que implica el mezclar de los sólidos de las aguas residuales con fuentes del carbón tales como aserrín, paja o virutas de madera. En presencia del oxígeno, las bacterias digieren los sólidos de las aguas residuales y la fuente agregada del carbón y, al hacer eso, producen una cantidad grande de calor. Los procesos anaerobios y aerobios de la digestión pueden dar lugar a la destrucción de microorganismos y de parásitos causantes de enfermedades a un suficiente nivel para permitir que los sólidos digeridos que resultan sean aplicados con seguridad a la tierra usada como material de la enmienda del suelo (con las ventajas similares a la turba) o usada para la agricultura como fertilizante a condición de que los niveles de componentes tóxicos son suficientemente bajos.

### Despolimerización termal
La despolimerización termal utiliza pirólisis acuosa para convertir los organismos complejos reducidos al aceite. El hidrógeno en el agua se inserta entre los vínculos químicos en polímeros naturales tales como grasas, proteínas y celulosa. El oxígeno del agua se combina con el carbón, el hidrógeno y los metales. El resultado es aceite, gases combustibles livianos, tales como metano, propano y butano, agua con las sales solubles, bióxido de carbono, y un residuo pequeño del material insoluble inerte que se asemeja a la roca y al carbón pulverizados. Se destruyen todos los organismos y muchas toxinas orgánicas. Las sales inorgánicas tales como nitratos y fosfatos siguen siendo en el agua después del tratamiento en los niveles suficientemente altos que el tratamiento adicional está requerido.
La energía de descomprimir el material se recupera, y el calor y la presión de proceso se acciona generalmente de los gases combustibles ligeros. El aceite se trata generalmente más lejos para hacer un grado ligero útil refinado del aceite, tal como algunos diésel y aceites de calefacción, y después se vende.
La elección de un método de tratamiento sólido de las aguas residuales depende de la cantidad de sólidos generados y de otras condiciones específicas del lugar. Sin embargo, generalmente el abonamiento es lo más a menudo posible aplicado a los usos en pequeña escala seguidos por la digestión aerobia y entonces la digestión anaerobia para grandes escalas como en los municipios.

### Deposición de fangos
Cuando se produce un fango líquido, un tratamiento adicional puede ser requerido para hacerlo conveniente para la disposición final. Típicamente, los fangos se espesan (desecado) para reducir los volúmenes transportados para la disposición. Los procesos para reducir el contenido en agua incluyen lagunas en camas de sequía para producir una torta que pueda ser aplicada a la tierra o ser incinerada; el presionar, donde el fango se filtra mecánicamente, a través de las pantallas del paño para producir a menudo una torta firme; y centrifugación donde el fango es espesado centrífugo separando el sólido y el líquido. Los fangos se pueden disponer por la inyección líquida para aterrizar o por la disposición en un terraplén. Hay preocupaciones por la incineración del fango debido a los agentes contaminadores del aire en las emisiones, junto con el alto coste de combustible suplemental, haciendo esto medios menos atractivos y menos comúnmente construidos del tratamiento y de la disposición del fango.
No hay proceso que elimine totalmente los requisitos para la disposición de biosólidos. En Australia del sur, después de la centrifugación, el fango es secado totalmente por la luz del sol. Los biosólidos ricos en nutrientes entonces se proporcionan a los granjeros para utilizar como fertilizante natural. Este método ha reducido la cantidad de terraplén generada por el proceso cada año.

## Fotobiodepuración de aguas residuales
La fotobiodepuración de aguas residuales es un proceso que implica la presencia de luz solar y organismos fotosintéticos para el proceso de depuración. Generalmente la fotobiodepuración es llevada a cabo por microorganismos fotosintéticos, como microalgas y cianobacterias, en fotobiorreactores, reactores específicamente diseñados para aprovechar la luz solar y favorecer el crecimiento de estos microorganismos.

## Tratamiento en el ambiente de recepción
La introducción de aguas residuales que trata la planta influye en los procesos de muchos ríos pequeños, en una planta de tratamiento de aguas residuales se diseñan los procesos naturales del tratamiento que ocurren en el ambiente, si ese ambiente es un cuerpo natural del agua o la tierra. Si no se ha sobrecargado, las bacterias en el ambiente consumirán los contaminantes orgánicos, aunque ésta reducirá los niveles del oxígeno en el agua y puede cambiar perceptiblemente la ecología total del agua de recepción. Las poblaciones bacterianas nativas se alimentan de los contaminantes orgánicos, y los números de microorganismos que causan enfermedades son reducidos por condiciones ambientales naturales tales como depredación, exposición a la radiación ultravioleta, etc. Por lo tanto en caso de que el ambiente de recepción que proporciona un alto nivel de dilución, un alto grado del tratamiento de aguas residuales no puede ser requerido. Sin embargo, la evidencia reciente ha demostrado que los niveles muy bajos de ciertos contaminantes en aguas residuales, incluyendo las hormonas (de la agricultura animal y del residuo de píldoras humanas del control de la natalidad) y los materiales sintéticos tales como phthalates, pueden tener un impacto adverso imprevisible en el medio natural y potencialmente en seres humanos si el agua se reutiliza para el agua potable. En los EE. UU., las descargas incontroladas de las aguas residuales al ambiente no se permiten bajo ley, y los requisitos terminantes de la calidad del agua han de ser conocidos. Una amenaza significativa en las décadas que vienen será las descargas incontroladas de aumento de las aguas residuales dentro de países en vías de desarrollo rápidamente.

## Déficit mundial del tratamiento
Visto desde una perspectiva mundial existe capacidad inadecuada del tratamiento de las aguas residuales, especialmente en países poco desarrollados. Esta circunstancia ha existido desde, por lo menos, los años 70 y es debido a la superpoblación, a la crisis del agua y al costo de construir sistemas de tratamiento de aguas residuales. El resultado del tratamiento inadecuado de las aguas residuales es un aumento significativo de la mortalidad (sobre todo) de enfermedades prevenibles; por otra parte, este impacto de la mortalidad es particularmente alto entre los infantes y otros niños en países subdesarrollados, particularmente en los continentes de África y de Asia. Particularmente, en el año 2000, las Naciones Unidas han establecido que 2.640 millones de personas tenían el tratamiento o disposición de las aguas residuales inadecuado. Este valor representó a 44 por ciento de la población global, pero en África y Asia aproximadamente la mitad de la población no tenía ningún acceso cualesquiera a los servicios del tratamiento de aguas residuales.

## Impacto ambiental

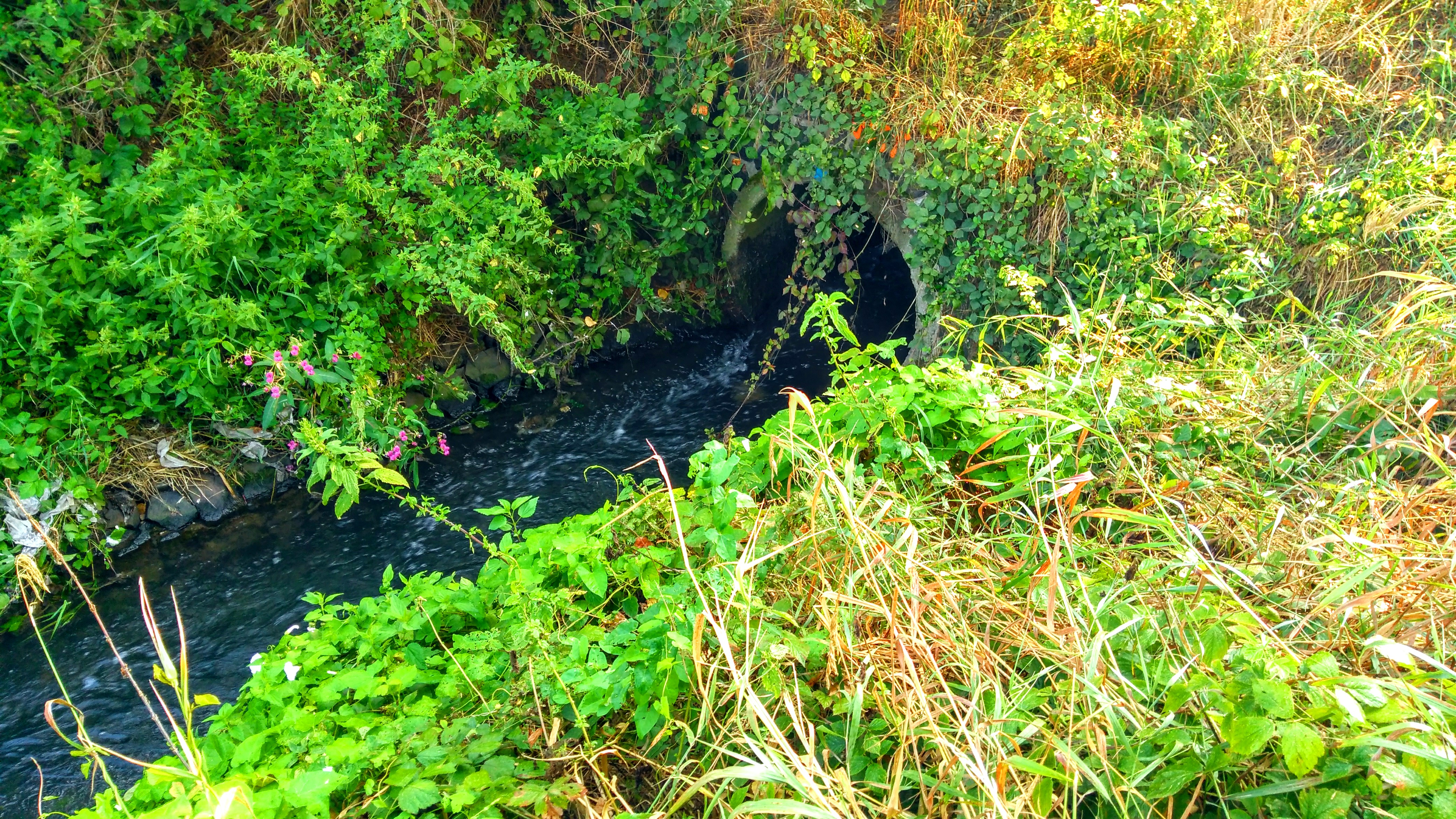
Agua purificada.

Los contaminantes de las aguas servidas municipales, o aguas servidas domésticas, son los sólidos suspendidos y disueltos que consisten en: materias orgánicas e inorgánicas, nutrientes, aceites y grasas, sustancias tóxicas, y microorganismos patógenos. Los desechos humanos sin un tratamiento apropiado, eliminados en su punto de origen o recolectados y transportados, presentan un peligro de infección parasitaria (mediante el contacto directo con la materia fecal), hepatitis y varias enfermedades gastrointestinales, incluyendo el cólera y tifoidea (mediante la contaminación de la fuente de agua y la comida). Cabe mencionar que el agua de lluvia urbana puede contener los mismos contaminantes, a veces en concentraciones sorprendentemente altas.
Cuando las aguas servidas son recolectadas pero no tratadas correctamente antes de su eliminación o reutilización, existen los mismos peligros para la salud pública en las proximidades del punto de descarga. Si dicha descarga es en aguas receptoras, se presentarán peligrosos efectos adicionales (p.ej. el hábitat para la vida acuática y marina es afectada por la acumulación de los sólidos; el oxígeno es disminuido por la descomposición de la materia orgánica; y los organismos acuáticos y marinos pueden ser perjudicados aún más por las sustancias tóxicas, que pueden extenderse hasta los organismos superiores por la bio-acumulación en las cadenas alimenticias). Si la descarga entra en aguas confinadas, como un lago o una bahía, su contenido de nutrientes puede ocasionar la eutrofización, con molesta vegetación que puede afectar a las pesquerías y áreas recreativas. Los desechos sólidos generados en el tratamiento de las aguas servidas (grava, y fangos primarios y secundarios) pueden contaminar el suelo y las aguas si no son manejados correctamente.
Los proyectos de aguas servidas son ejecutados a fin de evitar o aliviar los efectos de los contaminantes descritos anteriormente en cuanto al ambiente humano y natural. Cuando son ejecutados correctamente, su impacto total sobre el ambiente es positivo.
Los impactos directos incluyen la disminución de molestias y peligros para la salud pública en el área de servicio, mejoramientos en la calidad de las aguas receptoras, y aumentos en los usos beneficiosos de las aguas receptoras. Adicionalmente, la instalación de un sistema de recolección y tratamiento de las aguas servidas posibilita un control más efectivo de las aguas servidas industriales mediante su tratamiento previo y conexión con el alcantarillado público, y ofrece el potencial para la reutilización beneficiosa del efluente tratado y de los fangos.
Los impactos indirectos del tratamiento de las aguas residuales incluyen la provisión de sitios de servicio para el desarrollo, mayor productividad y rentas de las pesquerías, mayores actividades y rentas turísticas y recreativas, mayor productividad agrícola y forestal o menores requerimientos para los fertilizantes químicos, en caso de ser reutilizado el efluente y los fangos, y menores demandas sobre otras fuentes de agua como resultado de la reutilización del efluente.
De éstos, varios potenciales impactos positivos se prestan para la medición, por lo que pueden ser incorporados cuantitativamente en el análisis de los costos y beneficios de varias alternativas al planificar proyectos para las aguas servidas. Los beneficios para la salud humana pueden ser medidos, por ejemplo, mediante el cálculo de los costos evitados, en forma de los gastos médicos y días de trabajo perdidos que resultan de un saneamiento defectuoso. Los menores costos del tratamiento de agua potable e industrial y mayores rentas de la pesca, el turismo y la recreación, pueden servir como mediciones parciales de los beneficios obtenidos del mejoramiento de la calidad de las aguas receptoras. En una región donde es grande la demanda de viviendas, los beneficios provenientes de proporcionar lotes con servicios pueden ser reflejados en parte por la diferencia en costos entre la instalación de la infraestructura por adelantado o la adecuación posterior de comunidades no planificadas.
A menos que sean correctamente planificados, ubicados, diseñados, construidos, operados y mantenidos, es probable que los proyectos de aguas servidas tengan un impacto total negativo y no produzcan todos los beneficios para los cuales se hizo la inversión, afectando además en forma negativa a otros aspectos del medio ambiente.

### Problemas socioculturales
Las instalaciones de tratamiento requieren tierra; su ubicación puede resultar en la repoblación involuntaria. Es más, las obras de tratamiento y eliminación pueden crear molestias en las cercanías inmediatas, al menos ocasionalmente. A menudo, las tierras y los barrios elegidos, corresponden a los "grupos vulnerables" que son los menos capacitados para afrontar los costos de la reubicación y cuyo ambiente vital ya está alterado. Se debe tener cuidado de ubicar las instalaciones de tratamiento y eliminación donde los olores o ruidos no molestarán a los residentes u otros usuarios del área, manejar la reubicación con sensibilidad, e incluir en el plan de atenuación del proyecto, provisiones para mitigar o compensar los impactos adversos sobre el medio ambiente humano. Si no se incluyen estas consideraciones en la planificación del proyecto, existe el riesgo sustancial.

## Tecnología apropiada
El concepto de la tecnología apropiada en los sistemas de agua servida, abarca dimensiones técnicas, institucionales, sociales y económicas. Desde un punto de vista técnico e institucional, la selección de tecnologías no apropiadas, ha sido identificada como una de las principales causas de fallas en el sistema. El ambiente de las aguas servidas es hostil para el equipo electrónico, eléctrico y mecánico. Su mantenimiento es un proceso sin fin, y requiere de apoyo (repuestos, laboratorios, técnicos capacitados, asistencia técnica especializada, y presupuestos adecuados). Aún en los países desarrollados, son los sistemas más sencillos, elegidos y diseñados con vista al mantenimiento, los que brindan un servicio más confiable. En los países en desarrollo, donde es posible que falten algunos ingredientes para un programa exitoso de mantenimiento, ésta debe ser la primera consideración al elegir tecnologías para las plantas de tratamiento y estaciones de bombeo.
En comunidades pequeñas y ambientes rurales, las opciones técnicas suelen ser más sencillas, pero las consideraciones institucionales se combinan con las sociales y siguen siendo extremadamente importantes. Las instituciones locales deben ser capaces de manejar los programas o sistemas de saneamiento; la participación comunitaria puede ser un elemento clave en su éxito. Son importantes las acostumbradas preferencias sociales y prácticas; algunas pueden ser modificadas mediante programas educativos, pero otras pueden estar arraigadas en los valores culturales y no estar sujetas al cambio.
La economía forma parte de la decisión de dos maneras. No es sorprendente que las tecnologías más sencillas, seleccionadas por su facilidad de operación y mantenimiento, suelen ser las menos costosas para construir y operar. Sin embargo, aun cuando no lo sean, como puede ser el caso cuando gran cantidad de tierra debe ser adquirida para los estanques de estabilización, un sistema menos costoso que fracasa, finalmente sería más costoso que otro más caro que opera de manera confiable.